# No estás solo
"No estás solo" ("Tu não estás só") foi a canção espanhola no Festival Eurovisão da Canção 1987, interpretada em castelhano por Patricia Kraus. A canção foi a oitava a ser interpretada na noite do evento, a seguir à canção portuguesa "Neste barco à vela", interpretada pela banda Nevada e antes da canção turca "Şarkım Sevgi Üstüne", cantada por Seyyal Taner & Locomotif. Terminou num modesto 19.º lugar, recebendo apenas 10 pontos (atribuídos pelo grego. Foi lançada uma versão em inglês: "With love" que passou quase despercebida na Europa.

## Autores da canção
- Letrista: Patricia Kraus
- Compositores: Rafael Martínez e Rafael Trabucchelli
- Orquestrador: Eduardo Leiva

## Letra
Na canção, Patricia diz à pessoa amada para escutá-la e diz-lhe que "Não está só"